# Tanimoto Matarō

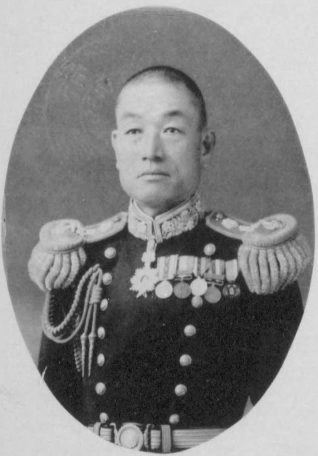
Tanimoto Matarō in einer Publikation der Stadt Kure aus dem Jahre 1936

Tanimoto Matarō, auch als Tanimoto Umatarou transkribiert (japanisch 谷本 馬太郎; * 20. April 1886 in Fukuyama; † 11. November 1942), war ein Vizeadmiral der Kaiserlich Japanischen Marine.

## Leben
Tanimoto Matarō besuchte als Teil des 35. Jahrgangs die kaiserlich-japanischen Marineakademie, die er 1907 abschloss. Nach verschiedenen Stationen in den unteren Offiziersrängen wurde er 1927 als stellvertretender Kommandant der Hiei eingesetzt. Am 1. Dezember 1931 übernahm Tanimoto als Kapitän das Kommando über den Leichten Kreuzer Yura. Im folgenden Jahr befehligte er die Yura während der Schlacht um Shanghai, in der sie  Feuerunterstützung für die Bodentruppen um die Festung Wusong leistete. Vom 1. Dezember 1932 bis zum 15. November 1933 war Tanimoto Kapitän des Schweren Kreuzers Chōkai. Anschließend arbeitete er als Instruktor an der Marineakademie, unter anderem gemeinsam mit Ozawa Jisaburō. Im November 1934 wurde er zum Konteradmiral befördert und übernahm fortan die Funktion als Stabschef des 2. Marinedistrikts des Japanischen Kaiserreichs. Im Jahre 1938 folgte die Beförderung in den Rang eines Vizeadmirals. Ab dem 15. November 1939 unterstand ihm als Befehlshaber die 1. Chinesische-Expeditionsflotte. Am 29. April 1940 wurde Tanimoto der Orden der Aufgehenden Sonne 1. Klasse verliehen. Er starb 1942 im Alter von 56 Jahren durch eine Krankheit.

## Links
- Kurzbiographie auf gooside.com (japanisch)
- Kurzbiographie auf The Pacific War Online Encyclopedia (englisch)